# Справа Reeflay
Справа Reeflay - подія в селі Іванівка Раменського району Московської області, під час якої відеоблогер Станіслав Решетняк (відомий під ніком Reeflay) в ході треш-стріму на відеохостингу YouTube вчинив ненавмисне вбивство своєї подруги Валентини Григор'євої. Згодом інцидент викликав суспільний резонанс, блогера притягли до кримінальної відповідальності, а його канал було заблоковано. Також випадок привернув увагу зарубіжних ЗМІ .

## Подія
У ніч на 2 грудня 2020 року Reeflay вів стриму на своєму YouTube-каналі з орендованого будинку в Раменському міському окрузі. У цей час разом із ним була подруга Валентина та їхня спільна знайома Марина Саратовцева. Вони випивали, і в якийсь момент Станіслав і Валентина посварилися.
Згідно з офіційною версією слідства, під час сварки Решетняк завдав численних ударів по голові та тілу дівчини. Падаючи на підлогу, дівчина хапалася руками за дроти, перервавши тим самим прямий ефір. Це не сподобалося Решетняку, і він, вкотре побивши подругу, виставив її з дому в бойлерну, що не опалювалася. Факт побиття підтверджують гематоми на тілі та покази іншої учасниці стрім-трансляції. Валентину хотіла забрати Марина, але Станіслав, з її слів, зробити їй цього не дозволив. Після чого остання покинула компанію.
Через деякий час блогер відновив трансляцію, повідомивши глядачам про негідну, на його думку, поведінку Валентини. Решетняк відверто ділився подробицями того, що сталося поза стримом. «Дав пару лящів» і «зробив 10 разів хрещення» (облив холодною водою), щоб «привести Валю до тями», залишивши її в передпокої в нижній білизні «провітрюватися». На прохання підписників Reeflay вийшов перевірити дівчину, але виявив її вже непритомною. Блогер дотягнув її до дивана, почав плакати і просити глядачів викликати швидку. Однак, коли приїхали медики, виявилося, що Валентина вже мертва. Весь цей час він сидів перед камерою і пив шампанське, доки його мертва подруга лежала на дивані. Коли приїхали правоохоронці, він відключив етер.
Згодом Решетняка було затримано. На час проведення слідчих заходів обвинуваченого було відправлено до СІЗО на два місяці. У ході проведеної експертизи було виявлено, що потерпіла померла до приїзду лікарів від стиснення головного мозку гематомою, що утворилася внаслідок заподіяної їй закритої черепно-мозкової травми. Також раніше в крові як Станіслава, так і Валентини було виявлено сліди наркотичних речовин.
27 квітня 2021 року Раменський міський суд виніс вирок: Решетняк визнаний винним за частиною 4 статті 111 («Умисне заподіяння тяжкої шкоди здоров'ю, небезпечного для життя людини, що спричинило смерть людини через необережність») КК РФ. Засуджений до 6 років колонії суворого режиму.

## Решетняк
Станіслав В'ячеславович Решетняк народився 23 жовтня 1990 року у Москві. У стрімах відомий під ніком Reeflay/Паніні. За словами бабусі блогера, Лідії Верхушкиної, він прожив із нею разом до 9 років, вона про нього добре відгукується. Після закінчення школи та здачі ЄДІ він пішов навчатися далі, проте через рік кинув навчання. Після армії займався ремонтом комп'ютерів. За його словами, «багато чим займався»; починав з трансляцій, присвячених іграм.  Набирав популярність за рахунок трансляцій, у яких випивав у компанії та виконував завдання підписників за грошову винагороду. Іноді бив дівчат, які беруть участь в етерах. Завдяки збереженням записів стриму на YouTube або ВКонтакті багато моментів діяльності стримера все ще були доступні для перегляду. У квітні 2020 року Reeflay познайомився із Валентиною Григор'євою, яка прийшла на заміну попередньому учаснику. Підписникам подобалася її «акторська гра», тому часто з'являлася на стрімах.

## Григор'єва
Валентина Максимівна Григор'єва народилася 22 липня 1993 року у Краснодарі, згодом переїхала до Москви. У стрімах брала участь під псевдонімом Валентина Геніальна. За словами друзів та знайомих з Краснодару, дівчина була доброю та чуйною. Завела лабрадора, її часто бачили із собакою на прогулянках. Ще одна знайома стверджувала, що Валентина намагалася допомагати людям, була тихою та скромною. За її словами, дівчина особливо нічим не виділялася, щоправда, переважно вела нічний спосіб життя, гуляла, любила випити. Закінчила Краснодарський педагогічний коледж із червоним дипломом за театрально-хореографічною спеціалізацією. Мріяла переїхати до Москви і побудувати там кар'єру, але зважилася на цей крок лише після смерті матері та бабусі у 2019 році.